# Pardosa monticola minima
Pardosa monticola là một phân loài nhện trong họ Lycosidae.
Loài này thuộc chi Pardosa. Pardosa monticola minima được Eugène Simon miêu tả năm 1876.

## Hình ảnh

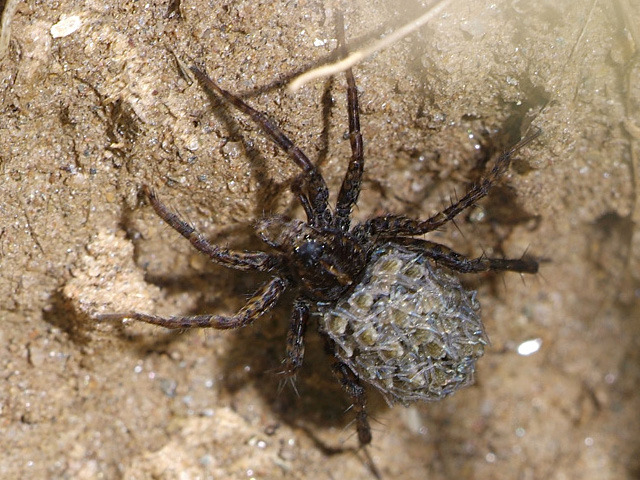